# آزاد (فیلم ۱۹۸۴)
آزاد (به انگلیسی: The Hunt) یا بی‌بند و بار فیلمی محصول سال ۱۹۸۴ و به کارگردانی هربرت راس است. در این فیلم بازیگرانی همچون کوین بیکن، لوری سینگر، دایان ویست، جان لیسگو، کریس پن، سارا جسیکا پارکر، فرانسیس لی مک‌کین ایفای نقش کرده‌اند.
در سال ۲۰۱۱ فیلیمی با همین نام ساخته شد که بازسازی همین فیلم می‌باشد.